# Брезовица (село)
Брезовица е бивше село, намиращо се на 2,5 км от село Лилково. Непосредствено през селото тече Лилковската река. Днес то административно се води към село Лилково.
Старото име на селото е Палас (Палас кьой). Заличено от списъка с населените места с указ 757/обн. 8. V. 1971 г.